# Česká hokejová reprezentace do 18 let
Česká hokejová reprezentace do 18 let je výběrem nejlepších českých hráčů ledního hokeje v této věkové kategorii. Od roku 1999 se účastní mistrovství světa do 18 let. V letech 2002, 2004 a 2006 česká osmnáctka získala bronz a v roce 2014 stříbro.

## Účast namistrovství Evropy
| ME       | Místo konání                | Umístění         | Trenéři              |
| -------- | --------------------------- | ---------------- | -------------------- |
| MEJ 1993 | Polsko (Osvětim, Nowy Targ) | Bronzová medaile | Vopat a Urban        |
| MEJ 1994 | Finsko (Jyväskylä)          | Bronzová medaile | J. Straka a Stránský |
| MEJ 1995 | Německo (Berlín)            | 5. místo         | Míšek a Horáček      |
| MEJ 1996 | Rusko (Ufa)                 | 5. místo         | Míšek a Hynek        |
| MEJ 1997 | Česko (Znojmo, Třebíč)      | 5. místo         | Pospíšil a Žáček     |
| MEJ 1998 | Švédsko (Mora, Malung)      | 4. místo         | Bednář a Červený     |

## Účast namistrovství světa
| MS        | Místo konání                          | Umístění          | Trenéři                                                                           |
| --------- | ------------------------------------- | ----------------- | --------------------------------------------------------------------------------- |
| MS18´1999 | Německo (Füssen a Kaufbeuren)         | 5. místo          | Petr Míšek, Radomír Kužílek                                                       |
| MS18´2000 | Švýcarsko (Kloten a Weinfelden)       | 6. místo          | Stanislav Berger, Břetislav Bochenský, Petr Míšek                                 |
| MS18´2001 | Finsko (Heinola, Helsinky a Lahti)    | 4. místo          | Jiří Kalous, Zdeněk Čech                                                          |
| MS18´2002 | Slovensko (Piešťany a Trnava)         | Bronzová medaile  | Břetislav Kopřiva, Pavel Marek                                                    |
| MS18´2003 | Rusko (Jaroslavl)                     | 6. místo          | Karel Najman, Jaroslav Beck, Petr Míšek                                           |
| MS18´2004 | Bělorusko (Minsk)                     | Bronzová medaile  | Jaromír Šindel, Zdeněk Čech                                                       |
| MS18´2005 | Česko (Plzeň a České Budějovice)      | 4. místo          | Břetislav Kopřiva, Vladimír Bednář, Miroslav Kapoun                               |
| MS18´2006 | Švédsko (Ängelholm a Halmstad)        | Bronzová medaile  | Martin Pešout, Karel Najman, Pavel Kněžický                                       |
| MS18´2007 | Finsko (Rauma a Tampere)              | 9. místo - sestup | Martin Pešout, Jiří Šejba, Pavel Kněžický                                         |
| MS18'2008 | Polsko (Toruň)                        | 1. místo - postup | Marek Sýkora, Zdeněk Moták, Ladislav Gula                                         |
| MS18´2009 | USA (Fargo)                           | 6. místo          | Marek Sýkora, František Musil, Petr Jaroš                                         |
| MS18´2010 | Bělorusko (Minsk a Babrujsk)          | 6. místo          | Jiří Kopecký, Jiří Juřík, Marcel Kučera                                           |
| MS18´2011 | Německo (Crimmitschau a Drážďany)     | 8. místo          | Jiří Šolc, Martin Hosták, Marcel Kučera                                           |
| MS18´2012 | Česko (Brno, Znojmo a Břeclav)        | 8. místo          | Jiří Veber, Klas Ostman, Jakub Petr, Marek Novotný                                |
| MS18´2013 | Rusko (Soči)                          | 7. místo          | Luděk Bukač ml., David Bruk, Miroslav Přerost, Radek Tóth                         |
| MS18´2014 | Finsko (Lappeenranta, Imatra)         | Stříbrná medaile  | Jakub Petr, Petr Svoboda, Martin Láska, Radek Tóth                                |
| MS18´2015 | Švýcarsko (Zug, Lucern)               | 6. místo          | Jakub Petr, Petr Svoboda, Robert Reichel, Radek Tóth, Martin Láska                |
| MS18´2016 | USA (Grand Forks)                     | 7. místo          | Robert Reichel, Patrik Augusta, Radek Jirátko                                     |
| MS18´2017 | Slovensko (Poprad , Spišská Nová Ves) | 7. místo          | Václav Varaďa, Patrik Augusta                                                     |
| MS18´2018 | Rusko Čeljabinsk, Magnitogorsk        | 4. místo          | David Bruk, Tomáš Martinec, Martin Prusek                                         |
| MS18´2019 | Švédsko Örnsköldsvik a Umeå           | 6. místo          | Alois Hadamczik, Radek Bělohlav, Marek Židlický, David Kovářík                    |
| MS18´2020 | USA Ann Arbor a Plymouth              | zrušeno           |                                                                                   |
| MS18´2021 | USA Frisco a Plano                    | 7. místo          | Jakub Petr, Tomáš Martinec, Radim Skuhrovec, Václav Fürbacher                     |
| MS18´2022 | Německo Landshut a Kaufbeuren         | 4. místo          | Jakub Petr, Darek Stránský, Radim Skuhrovec, Martin Falter                        |
| MS18´2023 | Švýcarsko Basilej a Porrentruy        | 7. místo          | Jakub Petr, Darek Stránský, Radim Skuhrovec, Václav Pipek                         |
| MS18´2024 | Finsko Espoo a Vantaa                 | 6. místo          | David Čermák, Jaroslav Nedvěd, Richard Žemlička, Michal Neuvirth a Lukáš Mensator |
| MS18'2025 | USA Frisco, Allen                     | 7. místo          | David Čermák, Jaroslav Nedvěd, Richard Žemlička a Michal Neuvirth                 |
| MS18'2026 |                                       |                   | Jan Tomajko, Jaroslav Nedvěd, Ladislav Šmíd a Marek Schwarz                       |